# اوکان بروک
اوکان بروک (انگلیسی: Okan Buruk؛ زادهٔ ۱۹ اکتبر ۱۹۷۳) یک بازیکن فوتبال اهل ترکیه است.
وی همچنین در تیم ملی فوتبال ترکیه بازی کرده‌است.اوکان بروک در 11 ژوئن 2019 به عنوان سرمربی به باشگاه فوتبال استانبول باشاک‌شهیر (به ترکی استانبولی: İstanbul Başakşehir F.K.) پیوست و در پایان فصل 2019-2020 این تیم را قهرمان سوپر لیگ ترکیه نمود.